# Lale Yavaş
Lale Yavaş (n. 1978, Brugg, Elveția) este o actriță elvețiană de origine turcă.
Yavaş este copilul unor părinți care au emigrat din Turcia. Ea a studiat  teatru și muzică în Berna. Din anul 2002 a început să joace diferite roluri în filme ca:"Alles wird gut" (2002) și "I was a Swiss banker" (2003). În 2003 primește de la postul TV Sat.1 premiul „talent award“ ca cea mai bună actriță tânără a anului, iar în 2005 i se acordă premiul Adolf-Grimme.

## Filmografie
- 2003: Imbissness
- 2005: Zeit der Wünsche
- 2005: Tatort – Dunkle Wege (film TV)
- 2006: Tod eines Keilers (film TV)
- 2006: Der Letzte Zug
- 2006: Tatort - Aus der Traum (film TV)
- 2006: Deepfrozen
- 2007: I was a Swiss Banker
- 2007: Tatort - Der Tote vom Straßenrand (film TV)
- 2007: Wilsberg - Unter Anklage (film TV)
- 2008: Tatort - Das schwarze Grab (film TV)
- 2008: Hatirla Sevgili ( serial turc )
- 2008: Evet, ich will!
- 2009: Tatort - Bittere Trauben (film TV)
- 2009:   Kasaba ( serial turc )
- 2010: Tatort - Hilflos (film TV)
- 2010: Liebe und andere Delikatessen